# NBA sezonul 2018-2019
Sezonul 2018-2019 al NBA a fost cel de-al 73-lea sezon al National Basketball Association (NBA). Sezonul regulat a început pe 16 octombrie 2018 și s-a încheiat pe 10 aprilie 2019. Playoff-ul a început la 13 aprilie 2019, finala NBA încheindu-se în iunie cu victoria celor de la Toronto Raptors care au câștigat titlul în NBA pentru prima oară. All-Star Game 2019 s-a jucat pe 17 februarie 2019, la Spectrum Center din Charlotte, Carolina de Nord.

## Tranzacții

### Retrageri
- La 10 mai 2018, Nick Collison și-a anunțat retragerea din NBA. Collison a jucat toate cele 15 sezoane la Seattle SuperSonics / Oklahoma City Thunder.[1]
- La 25 mai 2018, după ce a jucat 13 sezoane în NBA pentru șapte echipe, Mo Williams și-a anunțat retragerea din NBA pentru a prelua funcția de antrenor secund la Cal State Northridge.[2]
- Pe 17 iulie 2018, după ce a jucat 9 sezoane în NBA pentru patru echipe, Roy Hibbert și-a anunțat retragerea din NBA.[3]
- La 27 august 2018, Manu Ginóbili și-a anunțat retragerea din NBA. Ginóbili a jucat toate cele 16 sezoane NBA la San Antonio Spurs, câștigând patru campionate.[4]
- La 30 august 2018, după ce a jucat 15 sezoane în NBA pentru patru echipe, David West și-a anunțat retragerea din NBA.[5][6]
- La 6 septembrie 2018, Boris Diaw și-a anunțat retragerea din baschet. Diaw a petrecut 14 ani în NBA și a fost campion cu San Antonio Spurs în 2014.[7]
- La 13 octombrie 2018, după ce a jucat 17 sezoane în NBA pentru opt echipe, Richard Jefferson și-a anunțat retragerea din NBA.[8]

### Schimbări de antrenori
| În afara sezonului     | În afara sezonului     | În afara sezonului        |
| Echipa                 | Sezonul 2017–2018      | Sezonul 2018–2019         |
| ---------------------- | ---------------------- | ------------------------- |
| Atlanta Hawks          | Mike Budenholzer       | Lloyd Pierce              |
| Charlotte Hornets      | Steve Clifford         | James Borrego             |
| Detroit Pistons        | Stan Van Gundy         | Dwane Casey               |
| Milwaukee Bucks        | Joe Prunty (interimar) | Mike Budenholzer          |
| New York Knicks        | Jeff Hornacek          | David Fizdale             |
| Orlando Magic          | Frank Vogel            | Steve Clifford            |
| Phoenix Suns           | Jay Triano (interimar) | Igor Kokoškov             |
| Toronto Raptors        | Dwane Casey            | Nick Nurse                |
| În timpul sezonului    |                        |                           |
| Echipa                 | Antrenorul care pleacă | Antrenorul care vine      |
| Chicago Bulls          | Fred Hoiberg           | Jim Boylen                |
| Cleveland Cavaliers    | Tyronn Lue             | Larry Drew                |
| Minnesota Timberwolves | Tom Thibodeau          | Ryan Saunders (interimar) |

#### În afara sezonului
- La 12 aprilie 2018, New York Knicks l-a concediat pe antrenorul Jeff Hornacek după ce echipa a ratat intrarea în playoff.[9] În plus, antrenorul asociat Kurt Rambis a fost și el concediat.
- La 12 aprilie 2018, Orlando Magic l-a concediat pe antrenorul Frank Vogel după ce echipa a ratat intrarea în playoff.[10]
- La 13 aprilie 2018, Charlotte Hornets l-a concediat pe antrenorul Steve Clifford după ce echipa a ratat intrarea playoff.[11]
- La 25 aprilie 2018, Atlanta Hawks și Mike Budenholzer au ajuns la un acord comun pentru întreruperea contractului.[12]
- La 1 mai 2018, Memphis Grizzlies a anunțat că J. B. Bickerstaff va deveni noul antrenor principal al echipei.[13]
- La 2 mai 2018, Phoenix Suns l-a angajat pe Igor Kokoškov ca antrenor principal.[14]
- La 7 mai 2018, New York Knicks l-a angajat pe David Fizdale ca antrenor principal.[15]
- La 7 mai 2018, Detroit Pistons l-a concediat pe antrenorul Stan Van Gundy după ce echipa a ratat intrarea în playoff pentru al doilea sezon consecutiv.[16]
- La 10 mai 2018, Charlotte Hornets l-a angajat pe James Borrego ca antrenor principal.[17]
- La 11 mai 2018, Toronto Raptors l-a concediat Dwane Casey după ce echipa a fost învinsă de Cleveland Cavaliers pentru a doua oară consecutiv în playoff.[18]
- La 11 mai 2018, Atlanta Hawks l-a angajat pe Lloyd Pierce ca antrenor principal.[19]
- La 17 mai 2018, Milwaukee Bucks l-a angajat pe Mike Budenholzer ca antrenor principal.[20]
- La 30 mai 2018, Orlando Magic l-a angajat pe Steve Clifford ca antrenor principal.[21]
- La 11 iunie 2018, Detroit Pistons l-a angajat pe Dwane Casey ca antrenor principal.[22]
- La 14 iunie 2018, Toronto Raptors l-a promovat pe antrenorul asistent Nick Nurse ca antrenor principal.[23]

#### În timpul sezonului
- La 28 octombrie 2018, Cleveland Cavaliers l-a concediat pe antrenorul Tyronn Lue după ce echipa a avut un start de sezon cu 0 victorii și 6 înfrângeri și l-a numit interimar pe secundul Larry Drew.[24][25] Pe 5 noiembrie, Drew a fost numit principal permanent al lui Lue.[26]
- La 3 decembrie 2018, Chicago Bulls l-a concediat pe antrenorul principal Fred Hoiberg după un start de sezon cu 5 victorii și 19 înfrângeri și l-a numit antrenor pe Jim Boylen.[27]
- La 6 ianuarie 2019, Minnesota Timberwolves l-a concediat pe antrenorul Tom Thibodeau și l-a numit pe antrenorul secund Ryan Saunders ca antrenor interimar.[28]

## Sezonul regulat

### Clasamente sezonul regulat
| Atlantic Division                   | Atlantic Division | Atlantic Division | Atlantic Division | Atlantic Division | Atlantic Division | Atlantic Division | Atlantic Division |
| vizualizare • discuție • modificare | V                 | Î                 | PCT               | AC                | DE                | MD                | T                 |
| ----------------------------------- | ----------------- | ----------------- | ----------------- | ----------------- | ----------------- | ----------------- | ----------------- |
| Toronto Raptors                     | 58                | 24                | 70,7%             | 32-9              | 26-15             | 12-4              | 82                |
| Philadelphia 76ers                  | 51                | 31                | 62,2%             | 31-10             | 20-21             | 8-8               | 82                |
| Boston Celtics                      | 49                | 33                | 59,8%             | 28-13             | 21-20             | 10-6              | 82                |
| Brooklyn Nets                       | 42                | 40                | 51,2%             | 23-18             | 19-22             | 8-8               | 82                |
| New York Knicks                     | 17                | 65                | 20,7%             | 9-32              | 8-33              | 2-14              | 82                |

| Central Division                    | Central Division | Central Division | Central Division | Central Division | Central Division | Central Division | Central Division |
| vizualizare • discuție • modificare | V                | Î                | PCT              | AC               | DE               | MD               | T                |
| ----------------------------------- | ---------------- | ---------------- | ---------------- | ---------------- | ---------------- | ---------------- | ---------------- |
| Milwaukee Bucks                     | 60               | 22               | 73,2%            | 33-8             | 27-14            | 14-2             | 82               |
| Indiana Pacers                      | 48               | 34               | 58,5%            | 29-12            | 19-22            | 11-5             | 82               |
| Detroit Pistons                     | 41               | 41               | 50,0%            | 26-15            | 15-26            | 8-8              | 82               |
| Chicago Bulls                       | 22               | 60               | 26,8%            | 9-32             | 13-28            | 3-13             | 82               |
| Cleveland Cavaliers                 | 19               | 63               | 23,2%            | 13-28            | 6-35             | 4-12             | 82               |

| Southeast Division                  | Southeast Division | Southeast Division | Southeast Division | Southeast Division | Southeast Division | Southeast Division | Southeast Division |
| vizualizare • discuție • modificare | V                  | Î                  | PCT                | AC                 | DE                 | MD                 | T                  |
| ----------------------------------- | ------------------ | ------------------ | ------------------ | ------------------ | ------------------ | ------------------ | ------------------ |
| Orlando Magic                       | 42                 | 40                 | 51,2%              | 25-16              | 17-24              | 10-6               | 82                 |
| Charlotte Hornets                   | 39                 | 43                 | 47,6%              | 25-16              | 14-27              | 10-6               | 82                 |
| Miami Heat                          | 39                 | 43                 | 47,6%              | 19-22              | 20-21              | 7-9                | 82                 |
| Washington Wizards                  | 32                 | 50                 | 39,0%              | 22-19              | 10-31              | 7-9                | 82                 |
| Atlanta Hawks                       | 29                 | 53                 | 35,4%              | 17-24              | 12-29              | 6-10               | 82                 |

| Northwest Division                  | Northwest Division | Northwest Division | Northwest Division | Northwest Division | Northwest Division | Northwest Division | Northwest Division |
| vizualizare • discuție • modificare | V                  | Î                  | PCT                | AC                 | DE                 | MD                 | T                  |
| ----------------------------------- | ------------------ | ------------------ | ------------------ | ------------------ | ------------------ | ------------------ | ------------------ |
| Denver Nuggets                      | 54                 | 28                 | 65,9%              | 34-7               | 20-21              | 12-4               | 82                 |
| Portland Trail Blazers              | 53                 | 29                 | 64,6%              | 32-9               | 21-20              | 6-10               | 82                 |
| Utah Jazz                           | 50                 | 32                 | 61,0%              | 29-12              | 21-20              | 8-8                | 82                 |
| Oklahoma City Thunder               | 49                 | 33                 | 59,8%              | 27-14              | 22-19              | 9-7                | 82                 |
| Minnesota Timberwolves              | 36                 | 46                 | 43,9%              | 25-16              | 11-30              | 5-11               | 82                 |

| Pacific Division                    | Pacific Division | Pacific Division | Pacific Division | Pacific Division | Pacific Division | Pacific Division | Pacific Division |
| vizualizare • discuție • modificare | V                | Î                | PCT              | AC               | DE               | MD               | T                |
| ----------------------------------- | ---------------- | ---------------- | ---------------- | ---------------- | ---------------- | ---------------- | ---------------- |
| Golden State Warriors               | 57               | 25               | 69,5%            | 30-11            | 27-14            | 13-3             | 82               |
| Los Angeles Clippers                | 48               | 34               | 58,5%            | 26-15            | 22-19            | 11-5             | 82               |
| Sacramento Kings                    | 39               | 43               | 47,6%            | 24-17            | 15-26            | 4-12             | 82               |
| Los Angeles Lakers                  | 37               | 45               | 45,1%            | 22-19            | 15-26            | 9-7              | 82               |
| Phoenix Suns                        | 19               | 63               | 23,2%            | 12-29            | 7-34             | 3-13             | 82               |

| Southwest Division                  | Southwest Division | Southwest Division | Southwest Division | Southwest Division | Southwest Division | Southwest Division | Southwest Division |
| vizualizare • discuție • modificare | V                  | Î                  | PCT                | AC                 | DE                 | MD                 | T                  |
| ----------------------------------- | ------------------ | ------------------ | ------------------ | ------------------ | ------------------ | ------------------ | ------------------ |
| Houston Rockets                     | 53                 | 29                 | 64,6%              | 31-10              | 22-19              | 10-6               | 82                 |
| San Antonio Spurs                   | 48                 | 34                 | 58,5%              | 32-9               | 16-25              | 10-6               | 82                 |
| Memphis Grizzlies                   | 33                 | 49                 | 40,2%              | 21-20              | 12-29              | 8-8                | 82                 |
| New Orleans Pelicans                | 33                 | 49                 | 40,2%              | 19-22              | 14-27              | 8-8                | 82                 |
| Dallas Mavericks                    | 33                 | 49                 | 40,2%              | 24-17              | 9-32               | 4-12               | 82                 |

### Clasament pe conferințe
| Conferința de Est | Conferința de Est   | Conferința de Est | Conferința de Est | Conferința de Est | Conferința de Est | Conferința de Est |
| L                 | Echipa              | V                 | Î                 | PCT               | T                 | Calificare în     |
| ----------------- | ------------------- | ----------------- | ----------------- | ----------------- | ----------------- | ----------------- |
| 1                 | Milwaukee Bucks     | 60                | 22                | 73,2%             | 82                | Play-off          |
| 2                 | Toronto Raptors     | 58                | 24                | 70,7%             | 82                | Play-off          |
| 3                 | Philadelphia 76ers  | 51                | 31                | 62,2%             | 82                | Play-off          |
| 4                 | Boston Celtics      | 49                | 33                | 59,8%             | 82                | Play-off          |
| 5                 | Indiana Pacers      | 48                | 34                | 58,5%             | 82                | Play-off          |
| 6                 | Brooklyn Nets       | 42                | 40                | 51,2%             | 82                | Play-off          |
| 7                 | Orlando Magic       | 42                | 40                | 51,2%             | 82                | Play-off          |
| 8                 | Detroit Pistons     | 41                | 41                | 50,0%             | 82                | Play-off          |
| 9                 | Charlotte Hornets   | 39                | 43                | 47,6%             | 82                |                   |
| 10                | Miami Heat          | 39                | 43                | 47,6%             | 82                |                   |
| 11                | Washington Wizards  | 32                | 50                | 39,0%             | 82                |                   |
| 12                | Atlanta Hawks       | 29                | 53                | 35,4%             | 82                |                   |
| 13                | Chicago Bulls       | 22                | 60                | 26,8%             | 82                |                   |
| 14                | Cleveland Cavaliers | 19                | 63                | 23,2%             | 82                |                   |
| 15                | New York Knicks     | 17                | 65                | 20,7%             | 82                |                   |

| Conferința de Vest | Conferința de Vest     | Conferința de Vest | Conferința de Vest | Conferința de Vest | Conferința de Vest | Conferința de Vest |
| L                  | Echipa                 | V                  | Î                  | PCT                | T                  | Calificare în      |
| ------------------ | ---------------------- | ------------------ | ------------------ | ------------------ | ------------------ | ------------------ |
| 1                  | Golden State Warriors  | 57                 | 25                 | 69,5%              | 82                 | Play-off           |
| 2                  | Denver Nuggets         | 54                 | 28                 | 65,9%              | 82                 | Play-off           |
| 3                  | Portland Trail Blazers | 53                 | 29                 | 64,6%              | 82                 | Play-off           |
| 4                  | Houston Rockets        | 53                 | 29                 | 64,6%              | 82                 | Play-off           |
| 5                  | Utah Jazz              | 50                 | 32                 | 61,0%              | 82                 | Play-off           |
| 6                  | Oklahoma City Thunder  | 49                 | 33                 | 59,8%              | 82                 | Play-off           |
| 7                  | San Antonio Spurs      | 48                 | 34                 | 58,5%              | 82                 | Play-off           |
| 8                  | Los Angeles Clippers   | 48                 | 34                 | 58,5%              | 82                 | Play-off           |
| 9                  | Sacramento Kings       | 39                 | 43                 | 47,6%              | 82                 |                    |
| 10                 | Los Angeles Lakers     | 37                 | 45                 | 45,1%              | 82                 |                    |
| 11                 | Minnesota Timberwolves | 36                 | 46                 | 43,9%              | 82                 |                    |
| 12                 | Memphis Grizzlies      | 33                 | 49                 | 40,2%              | 82                 |                    |
| 13                 | New Orleans Pelicans   | 33                 | 49                 | 40,2%              | 82                 |                    |
| 14                 | Dallas Mavericks       | 33                 | 49                 | 40,2%              | 82                 |                    |
| 15                 | Phoenix Suns           | 19                 | 63                 | 23,2%              | 82                 |                    |

Notă: Echipele scrise cu litere îngroșate sunt pe primul loc în diviziile lor

### Meciuri internaționale
La 20 iunie 2018, NBA a anunțat că Washington Wizards va juca cu New York Knicks pe Arena O2 din Londra, Marea Britanie pe 17 ianuarie 2019.
La 7 august 2018, NBA a anunțat că Orlando Magic va juca două jocuri pe Mexico City Arena din Mexico City. Au jucat împotriva Chicago Bulls pe 13 decembrie 2018 și împotriva Utah Jazz pe 15 decembrie 2018.

## Play-off
Play-off-ul sezonului 2018-2019 a început pe 13 aprilie și se va încheia odată cu finala NBA, programată să înceapă pe 30 mai.
|  | Turul 1            | Turul 1               | Turul 1                |   |                        | Semifinalele conferințelor | Semifinalele conferințelor | Semifinalele conferințelor |  |    | Finalele conferințelor | Finalele conferințelor | Finalele conferințelor |  |    | Finala NBA      | Finala NBA | Finala NBA |
|  |                    |                       |                        |   |                        |                            |                            |                            |  |    |                        |                        |                        |  |    |                 |            |            |
|  | E1                 | Milwaukee Bucks*      | 4                      |   |                        |                            |                            |                            |  |    |                        |                        |                        |  |    |                 |            |            |
|  | E8                 | Detroit Pistons       | 0                      |   |                        |                            |                            |                            |  |    |                        |                        |                        |  |    |                 |            |            |
|  | E8                 | Detroit Pistons       | 0                      |   | E1                     | Milwaukee Bucks*           | 4                          |                            |  |    |                        |                        |                        |  |    |                 |            |            |
|  |                    |                       |                        |   | E1                     | Milwaukee Bucks*           | 4                          |                            |  |    |                        |                        |                        |  |    |                 |            |            |
|  |                    | E4                    | Boston Celtics         | 1 |                        |                            |                            |                            |  |    |                        |                        |                        |  |    |                 |            |            |
|  | E4                 | E4                    | Boston Celtics         | 1 | Boston Celtics         | 4                          |                            |                            |  |    |                        |                        |                        |  |    |                 |            |            |
|  | E4                 |                       |                        |   | Boston Celtics         | 4                          |                            |                            |  |    |                        |                        |                        |  |    |                 |            |            |
|  | E5                 | Indiana Pacers        | 0                      |   |                        |                            |                            |                            |  |    |                        |                        |                        |  |    |                 |            |            |
|  | E5                 | Indiana Pacers        | 0                      |   |                        |                            |                            |                            |  | E1 | Milwaukee Bucks*       | 2                      |                        |  |    |                 |            |            |
|  | Conferința de Est  |                       |                        |   |                        |                            |                            |                            |  | E1 | Milwaukee Bucks*       | 2                      |                        |  |    |                 |            |            |
|  |                    | E2                    | Toronto Raptors        | 4 |                        |                            |                            |                            |  |    |                        |                        |                        |  |    |                 |            |            |
|  | E3                 | E2                    | Toronto Raptors        | 4 | Philadelphia 76ers     | 4                          |                            |                            |  |    |                        |                        |                        |  |    |                 |            |            |
|  | E3                 |                       |                        |   | Philadelphia 76ers     | 4                          |                            |                            |  |    |                        |                        |                        |  |    |                 |            |            |
|  | E6                 | Brooklyn Nets         | 1                      |   |                        |                            |                            |                            |  |    |                        |                        |                        |  |    |                 |            |            |
|  | E6                 | Brooklyn Nets         | 1                      |   | E3                     | Philadelphia 76ers         | 3                          |                            |  |    |                        |                        |                        |  |    |                 |            |            |
|  |                    |                       |                        |   | E3                     | Philadelphia 76ers         | 3                          |                            |  |    |                        |                        |                        |  |    |                 |            |            |
|  |                    | E2                    | Toronto Raptors*       | 4 |                        |                            |                            |                            |  |    |                        |                        |                        |  |    |                 |            |            |
|  | E2                 | E2                    | Toronto Raptors*       | 4 | Toronto Raptors*       | 4                          |                            |                            |  |    |                        |                        |                        |  |    |                 |            |            |
|  | E2                 |                       |                        |   | Toronto Raptors*       | 4                          |                            |                            |  |    |                        |                        |                        |  |    |                 |            |            |
|  | E7                 | Orlando Magic*        | 1                      |   |                        |                            |                            |                            |  |    |                        |                        |                        |  |    |                 |            |            |
|  | E7                 | Orlando Magic*        | 1                      |   |                        |                            |                            |                            |  |    |                        |                        |                        |  | E2 | Toronto Raptors | 4          |            |
|  |                    |                       |                        |   |                        |                            |                            |                            |  |    |                        |                        |                        |  | E2 | Toronto Raptors | 4          |            |
|  |                    | V1                    | Golden State Warriors  | 2 |                        |                            |                            |                            |  |    |                        |                        |                        |  |    |                 |            |            |
|  | V1                 | V1                    | Golden State Warriors  | 2 | Golden State Warriors* | 4                          |                            |                            |  |    |                        |                        |                        |  |    |                 |            |            |
|  | V1                 |                       |                        |   | Golden State Warriors* | 4                          |                            |                            |  |    |                        |                        |                        |  |    |                 |            |            |
|  | V8                 | LA Clippers           | 2                      |   |                        |                            |                            |                            |  |    |                        |                        |                        |  |    |                 |            |            |
|  | V8                 | LA Clippers           | 2                      |   | V1                     | Golden State Warriors*     | 4                          |                            |  |    |                        |                        |                        |  |    |                 |            |            |
|  |                    |                       |                        |   | V1                     | Golden State Warriors*     | 4                          |                            |  |    |                        |                        |                        |  |    |                 |            |            |
|  |                    | V4                    | Houston Rockets*       | 2 |                        |                            |                            |                            |  |    |                        |                        |                        |  |    |                 |            |            |
|  | V4                 | V4                    | Houston Rockets*       | 2 | Houston Rockets*       | 4                          |                            |                            |  |    |                        |                        |                        |  |    |                 |            |            |
|  | V4                 |                       |                        |   | Houston Rockets*       | 4                          |                            |                            |  |    |                        |                        |                        |  |    |                 |            |            |
|  | V5                 | Utah Jazz             | 1                      |   |                        |                            |                            |                            |  |    |                        |                        |                        |  |    |                 |            |            |
|  | V5                 | Utah Jazz             | 1                      |   |                        |                            |                            |                            |  | V1 | Golden State Warriors* | 4                      |                        |  |    |                 |            |            |
|  | Conferința de Vest |                       |                        |   |                        |                            |                            |                            |  | V1 | Golden State Warriors* | 4                      |                        |  |    |                 |            |            |
|  |                    | V3                    | Portland Trail Blazers | 0 |                        |                            |                            |                            |  |    |                        |                        |                        |  |    |                 |            |            |
|  | V3                 | V3                    | Portland Trail Blazers | 0 | Portland Trail Blazers | 4                          |                            |                            |  |    |                        |                        |                        |  |    |                 |            |            |
|  | V3                 |                       |                        |   | Portland Trail Blazers | 4                          |                            |                            |  |    |                        |                        |                        |  |    |                 |            |            |
|  | V6                 | Oklahoma City Thunder | 1                      |   |                        |                            |                            |                            |  |    |                        |                        |                        |  |    |                 |            |            |
|  | V6                 | Oklahoma City Thunder | 1                      |   | V3                     | Portland Trail Blazers     | 4                          |                            |  |    |                        |                        |                        |  |    |                 |            |            |
|  |                    |                       |                        |   | V3                     | Portland Trail Blazers     | 4                          |                            |  |    |                        |                        |                        |  |    |                 |            |            |
|  |                    | V2                    | Denver Nuggets*        | 3 |                        |                            |                            |                            |  |    |                        |                        |                        |  |    |                 |            |            |
|  | V2                 | V2                    | Denver Nuggets*        | 3 | Denver Nuggets*        | 4                          |                            |                            |  |    |                        |                        |                        |  |    |                 |            |            |
|  | V2                 |                       |                        |   | Denver Nuggets*        | 4                          |                            |                            |  |    |                        |                        |                        |  |    |                 |            |            |
|  | V7                 | San Antonio Spurs     | 3                      |   |                        |                            |                            |                            |  |    |                        |                        |                        |  |    |                 |            |            |

* - Câștigător de divizie

Litere îngroșate - Câștigătoarea seriei

Litere italice - Echipa are avantajul terenului propriu

## Statistici

### Statistici individuale
| Categorie             | Jucător               | Echipă                 | Statistică |
| --------------------- | --------------------- | ---------------------- | ---------- |
| Puncte pe meci        | James Harden          | Houston Rockets        | 36,1       |
| Recuperări pe meci    | Andre Drummond        | Detroit Pistons        | 15,6       |
| Pase decisive pe meci | Russell Westbrook     | Oklahoma City Thunder  | 10,7       |
| Interceptări pe meci  | Paul George           | Oklahoma City Thunder  | 2,21       |
| Capace pe meci        | Myles Turner          | Indiana Pacers         | 2,69       |
| Turnovers pe meci     | James Harden          | Houston Rockets        | 5.0        |
| Faulturi pe meci      | Jaren Jackson Jr.     | Memphis Grizzlies      | 3,8        |
| Faulturi pe meci      | Karl-Anthony Towns    | Minnesota Timberwolves | 3,8        |
| Minute pe meci        | Bradley Beal          | Washington Wizards     | 36,9       |
| Minute pe meci        | Paul George           | Oklahoma City Thunder  | 36,9       |
| FG%                   | Rudy Gobert           | Utah Jazz              | 66,9%      |
| FT%                   | Malcolm Brogdon       | Milwaukee Bucks        | 92,8%      |
| 3FG%                  | Joe Harris            | Brooklyn Nets          | 47,4%      |
| Eficiență pe meci     | Giannis Antetokounmpo | Milwaukee Bucks        | 30,9       |
| Double-doubles        | Andre Drummond        | Detroit Pistons        | 69         |
| Triple-doubles        | Russell Westbrook     | Oklahoma City Thunder  | 34         |

### Recorduri individuale într-un meci
| Categorie          | Jucător            | Echipă                 | Statistică |
| ------------------ | ------------------ | ---------------------- | ---------- |
| Puncte             | James Harden       | Houston Rockets        | 61         |
| Recuperări         | Karl-Anthony Towns | Minnesota Timberwolves | 27         |
| Pase decisive      | Russell Westbrook  | Oklahoma City Thunder  | 24         |
| Interceptări       | Kyrie Irving       | Boston Celtics         | 8          |
| Capace             | Hassan Whiteside   | Miami Heat             | 9          |
| Capace             | Mitchell Robinson  | New York Knicks        | 9          |
| Coșuri de 3 puncte | Klay Thompson      | Golden State Warriors  | 14         |

### Statistici pe echipe
| Categorie             | echipa                | Statistica |
| --------------------- | --------------------- | ---------- |
| Puncte pe meci        | Golden State Warriors | 118,1      |
| Recuperări pe meci    | Milwaukee Bucks       | 49,7       |
| Pase decisive pe meci | Golden State Warriors | 29,4       |
| Interceptări pe meci  | Oklahoma City Thunder | 9,3        |
| Capace pe meci        | Golden State Warriors | 6,4        |
| Turnovers pe meci     | Atlanta Hawks         | 16,6       |
| FG%                   | Golden State Warriors | 49,1%      |
| FT%                   | San Antonio Spurs     | 81,9%      |
| 3FG%                  | San Antonio Spurs     | 39,2%      |
| +/−                   | Milwaukee Bucks       | +8,8       |

## Premii

### Jucătorul săptămânii
Următorii jucători au fost numiți jucătorii săptămânii în cele două conferințe.
| Săptămâna                  | Conferința de Est                             | Conferința de Vest                              | Note          |
| -------------------------- | --------------------------------------------- | ----------------------------------------------- | ------------- |
| 16-21 octombrie            | Kemba Walker (Charlotte Hornets) (1/2)        | Nikola Jokić (Denver Nuggets) (1/3)             | [ 31 ] [ 32 ] |
| 22-28 octombrie            | Giannis Antetokounmpo (Milwaukee Bucks) (1/6) | Stephen Curry (Golden State Warriors) (1/2)     | [ 33 ] [ 34 ] |
| 29 octombrie - 4 noiembrie | Victor Oladipo (Indiana Pacers) (1/1)         | Russell Westbrook (Oklahoma City Thunder) (1/2) | [ 35 ]        |
| 5–11 noiembrie             | Pascal Siakam (Toronto Raptors) (1/1)         | C. J. McCollum (Portland Trail Blazers) (1/1)   | [ 36 ] [ 37 ] |
| 12-18 noiembrie            | Nikola Vučević (Orlando Magic) (1/1)          | Anthony Davis (New Orleans Pelicans) (1/1)      | [ 38 ] [ 39 ] |
| 19-25 noiembrie            | Giannis Antetokounmpo (Milwaukee Bucks) (2/6) | Tobias Harris (Los Angeles Clippers) (1/1)      | [ 40 ] [ 41 ] |
| 26 noiembrie - 2 decembrie | Kawhi Leonard (Toronto Raptors) (1/2)         | Paul Millsap (Denver Nuggets) (1/1)             | [ 42 ] [ 43 ] |
| 3-9 decembrie              | Bradley Beal (Washington Wizards) (1/2)       | Stephen Curry (Golden State Warriors) (2/2)     | [ 44 ] [ 45 ] |
| 10-16 decembrie            | Thaddeus Young (Indiana Pacers) (1/1)         | James Harden (Houston Rockets) (1/4)            | [ 46 ] [ 47 ] |
| 17–23 decembrie            | Giannis Antetokounmpo (Milwaukee Bucks) (3/6) | Paul George (Oklahoma City Thunder) (1/3)       | [ 48 ]        |
| 24–30 decembrie            | Giannis Antetokounmpo (Milwaukee Bucks) (4/6) | James Harden (Houston Rockets) (2/4)            | [ 49 ] [ 50 ] |
| 31 decembrie – 6 ianuarie  | Joel Embiid (Philadelphia 76ers) (1/1)        | Nikola Jokić (Denver Nuggets) (2/3)             | [ 51 ] [ 52 ] |
| 7–13 ianuarie              | Kawhi Leonard (Toronto Raptors) (2/2)         | Donovan Mitchell (Utah Jazz) (1/2)              | [ 53 ] [ 54 ] |
| 14–20 ianuarie             | D'Angelo Russell (Brooklyn Nets) (1/1)        | James Harden (Houston Rockets) (3/4)            | [ 55 ] [ 56 ] |
| 21–27 ianuarie             | Giannis Antetokounmpo (Milwaukee Bucks) (5/6) | Paul George (Oklahoma City Thunder) (2/3)       | [ 57 ]        |
| 28 ianuarie - 3 februarie  | Giannis Antetokounmpo (Milwaukee Bucks) (6/6) | Nikola Jokić (Denver Nuggets) (3/3)             | [ 58 ] [ 59 ] |
| 4–10 februarie             | Bojan Bogdanović (Indiana Pacers) (1/1)       | Paul George (Oklahoma City Thunder) (3/3)       | [ 60 ]        |
| 25 februarie – 3 martie    | Ben Simmons (Philadelphia 76ers) (1/1)        | Donovan Mitchell (Utah Jazz) (2/2)              | [ 61 ] [ 62 ] |
| 4–10 martie                | Andre Drummond (Detroit Pistons) (1/2)        | Mike Conley Jr. (Memphis Grizzlies) (1/1)       | [ 63 ] [ 64 ] |
| 11–17 martie               | Bradley Beal (Washington Wizards) (2/2)       | Rudy Gobert (Utah Jazz) (1/1)                   | [ 65 ] [ 66 ] |
| 18-24 martie               | Trae Young (Atlanta Hawks) (1/1)              | James Harden (Houston Rockets) (4/4)            | [ 67 ] [ 68 ] |
| 25-31 martie               | Andre Drummond (Detroit Pistons) (2/2)        | Damian Lillard (Portland Trail Blazers) (1/1)   | [ 69 ] [ 70 ] |
| 1-7 aprilie                | Kemba Walker (Charlotte Hornets) (2/2)        | Russell Westbrook (Oklahoma City Thunder) (2/2) | [ 71 ]        |

### Jucătorul lunii
Următorii jucători au fost numiți jucătorii lunii în cele două conferințe.
| Luna                | Conferința de Est                             | Conferința de Vest                         | Note          |
| ------------------- | --------------------------------------------- | ------------------------------------------ | ------------- |
| octombrie/noiembrie | Giannis Antetokounmpo (Milwaukee Bucks) (1/4) | Tobias Harris (Los Angeles Clippers) (1/1) | [ 72 ] [ 73 ] |
| decembrie           | Giannis Antetokounmpo (Milwaukee Bucks) (2/4) | James Harden (Houston Rockets) (1/3)       | [ 74 ] [ 75 ] |
| ianuarie            | Joel Embiid (Philadelphia 76ers) (1/1)        | James Harden (Houston Rockets) (2/3)       | [ 76 ] [ 77 ] |
| februarie           | Giannis Antetokounmpo (Milwaukee Bucks) (3/4) | Paul George (Oklahoma City Thunder) (1/1)  | [ 78 ]        |
| martie / aprilie    | Giannis Antetokounmpo (Milwaukee Bucks) (4/4) | James Harden (Houston Rockets) (3/3)       | [ 79 ] [ 80 ] |

### Debutantul lunii
Următorii jucători au fost numiți debutanții lunii în cele două conferințe.
| Luna                | Conferința de Est                  | Conferința de Vest                   | Note          |  |
| ------------------- | ---------------------------------- | ------------------------------------ | ------------- |  |
| octombrie/noiembrie | Trae Young (Atlanta Hawks) (1/4)   | Luka Dončić (Dallas Mavericks) (1/5) | [ 81 ] [ 82 ] |  |
| decembrie           | Kevin Knox (New York Knicks) (1/1) | Luka Dončić (Dallas Mavericks) (2/5) | [ 83 ] [ 84 ] |  |
| ianuarie            | Trae Young (Atlanta Hawks) (2/4)   | Luka Dončić (Dallas Mavericks) (3/5) | [ 85 ] [ 86 ] |  |
| februarie           | Trae Young (Atlanta Hawks) (3/4)   | Luka Dončić (Dallas Mavericks) (4/5) | [ 87 ] [ 88 ] |  |
| martie / aprilie    | Trae Young (Atlanta Hawks) (4/4)   | Luka Dončić (Dallas Mavericks) (5/5) | [ 89 ] [ 90 ] |  |

### Antrenorul lunii
Următorii antrenori au fost numiți antrenorii lunii în cele două conferințe.
| Luna                | Conferința de Est                        | Conferința de Vest                          | Note           |
| ------------------- | ---------------------------------------- | ------------------------------------------- | -------------- |
| octombrie/noiembrie | Nick Nurse (Toronto Raptors) (1/1)       | Doc Rivers (Los Angeles Clippers) (1/1)     | [ 91 ] [ 92 ]  |
| decembrie           | Nate McMillan (Indiana Pacers) (1/1)     | Mike D'Antoni (Houston Rockets) (1/1)       | [ 93 ] [ 94 ]  |
| ianuarie            | Mike Budenholzer (Milwaukee Bucks) (1/2) | Steve Kerr (Golden State Warriors) (1/1)    | [ 95 ] [ 96 ]  |
| februarie           | Mike Budenholzer (Milwaukee Bucks) (2/2) | Terry Stotts (Portland Trail Blazers) (1/2) | [ 97 ] [ 98 ]  |
| martie/aprilie      | Steve Clifford (Orlando Magic) (1/1)     | Terry Stotts (Portland Trail Blazers) (2/2) | [ 99 ] [ 100 ] |

## Arene
- Arena echipei Atlanta Hawks, cunoscută anterior ca Phillips Arena, a fost redenumită State Farm Arena pe 29 august 2018, coincizând cu o renovare de 192,5 milioane de dolari în arenă.[101]
- Acesta este ultimul sezon al Golden State Warriors pe Oracle Arena din Oakland, urmând ca din sezonul următor să se mute pe Chase Center din San Francisco. Warriors vor juca ultimul meciul al sezonului regulat pe 7 aprilie 2019 împotriva lui Los Angeles Clippers.[102]
- Acesta este primul sezon al lui Milwaukee Bucks pe noul Fiserv Forum după ce a jucat pe Bradley Center din 1988 până în 2018. Bucks au jucat primul lor meci la 3 octombrie 2018, într-un meci din presezon împotriva Chicago Bulls. Primul meci în sezonul regulat s-a jucat pe 19 octombrie 2018, împotriva echipei Indiana Pacers.[103][104]
- Arena echipei Toronto Raptors, cunoscută anterior sub denumirea de Air Canada Center, a fost redenumită Scotiabank Arena la 1 iulie 2018.[105][106]

## Evenimente notabile
- La 21 septembrie 2018, NBA a aprobat trei schimbări de reguli care afectează modul de joc, începând cu acest sezon. Aceste modificări includ scurtarea timpului de atac de la 24 de secunde la 14 secunde în timpul recuperărilor ofensive, simplificarea regulii de fault acordat când jucătorul aflat în ofensivă are drum liber pentru a marca și extinderea definiției unui „act ostil”.[107]
- La 29 octombrie 2018, Klay Thompson de la Golden State Warriors a stabilit trei recorduri ale NBA. El a stabilit recordul pentru cele mai multe coșuri de trei puncte realizate într-un joc, reușind 14 (din 24), depășind fostul record de 13 coșuri deținut de coechipierul său Stephen Curry. El a stabilit, de asemenea, recordul pentru cele mai multe încercări de trei puncte într-un joc (24) și l-a egalat pe Chandler Parsons pentru cele mai multe coșuri de trei puncte reușite într-o repriză.[108]
- La 21 noiembrie 2018, Vince Carter de la Atlanta Hawks a devenit cel de-al 22-lea jucător din istoria NBA care a ajuns la 25.000 de puncte.[109]
- Pe 23 noiembrie 2018, Brook Lopez de la Milwaukee Bucks a stabilit recordul pentru cele mai multe încercări de coșuri 3 puncte într-un joc fără a înscrie vreunul.[110]
- Pe 25 noiembrie 2018, Jamal Crawford de la Phoenix Suns a urcat pe locul 26 în istoria NBA depășind 1.278 de meciuri jucate în sezonul regulat.
- La 28 noiembrie 2018, Vince Carter a urcat pe locul 7 în clasamentul celor mai multe meciuri jucate în sezonul regulat, depășindu-l pe Kevin Willis, care a jucat un total de 1.424 de jocuri în 21 de sezoane.
- La 5 decembrie 2018, Russell Westbrook de la Oklahoma City Thunder a trecut pe locul trei în clasamentul jucătorilor care a reușit un triple-double.[111]
- La 11 decembrie 2018, antrenorul echipei San Antonio Spurs, Gregg Popovich a urcat pe locul 4 în clasamentul celor mai multe victorii ca antrenor obținând 1.211.[112]
- La 13 decembrie 2018, Dirk Nowitzki de la Dallas Mavericks a marcat cel de-al 21-lea sezon în ligă. Acesta a depășit recordul de sezoane jucate la aceeași echipă în NBA.[113]
- Pe 15 decembrie 2018, Russell Westbrook a urcat pe locul 30 în clasamentul tuturor timpurilor în privința paselor decisive.[114]
- La 18 decembrie 2018, Vince Carter l-a depășit pe Paul Pierce în clasamentul marcatorilor de trei puncte în NBA cu 1.145 de coșuri reușite.
- La 19 decembrie 2018, Houston Rockets a stabilit recordul pentru cele mai multe coșuri din trei puncte realizate într-un joc cu 26, depășind recordul precedent stabilit de Cleveland Cavaliers pe 3 martie 2017.[115]
- La 29 decembrie 2018, Vince Carter a devenit cel mai în vârstă jucător din istoria NBA care a marcat mai mult de 20 de puncte într-un meci la vârsta de 41 de ani și 337 de zile. El a stabilit acest record marcând 21 de puncte pentru Atlanta Hawks într-o victorie împotriva Cleveland Cavaliers. El a depășit vechiul record deținut de Kareem Abdul-Jabbar la vârsta de 41 de ani și 331 de zile.[116][117]
- La 10 ianuarie 2019, antrenorul Gregg Popovich de la San Antonio Spurs a urcat pe locul trei în clasamentul celor mai multe victorii ca antrenor, depășindu-l pe Jerry Sloan care avea 1.222 de victorii.[118]
- La 11 ianuarie 2019, Stephen Curry a urcat pe locul 3 în clasamentul tuturor timpurilor în NBA în ceea ce îi privește pe marcatorii de 3 puncte.[119]
- La 12 ianuarie 2019, Kyle Korver de la Utah Jazz, a urcat pe locul 4 în clasamentul tuturor timpurilor în NBA în ceea ce îi privește pe marcatorii de 3 puncte.[120]
- La 13 ianuarie 2019, James Harden (1/17) de la Houston Rockets a egalat recordul lui Damon Stoudamire pentru cele mai multe aruncări de trei puncte ratate într-un joc.[121]
- La 16 ianuarie 2019, Golden State Warriors (24) și New Orleans Pelicans (19) au înregistrat cele mai multe coșuri în trei puncte realizate într-un meci de ambele echipe, 43 în total, depășind recordul de 41, stabilit cu 11 zile de Warriors (21) și Sacramento Kings (20).[122]